# Romuald Peiser
Romuald Désiré Peiser (* 3. August 1979 in Phalsbourg) ist ein ehemaliger französischer Fußballtorhüter.
Nach seiner aktiven Karriere arbeitet Peiser als Torwarttrainer bei Sacramento Republic.

## Karriere

### Verein
Romuald Peiser, der im lothringischen Phalsbourg (dt. Pfalzburg) zur Welt kam, spielte in der Jugend für Paris Saint-Germain. Ab 1995 spielte er zugleich auch in der Reserve.
1998 wagte Peiser den Sprung ins Ausland und heuerte bei der Reservemannschaft des deutschen Bundesligisten Bayer 04 Leverkusen an. Mit der zweiten Mannschaft spielte er in der damals drittklassigen Regionalliga. Sein Debüt für die Leverkusener gab er am 2. August 1998, als er am ersten Spieltag gegen die SpVgg Erkenschwick zum Einsatz kam. Insgesamt kam er auf 24 Einsätze. In der Saison darauf kam er zu 35 Einsätzen. Jedoch stieg man zum Ende der Saison 1999/00 in die Oberliga ab.
Zur Saison 2001/02 wechselte Peiser zurück in die Regionalliga und heuerte beim KFC Uerdingen 05 an. Sein Debüt für den Krefelder Stadtteilklub gab Peiser am 2. Dezember 2001, als er am 19. Spieltag gegen den SC Fortuna Köln zum Einsatz kam. Bis Saisonende kam Peiser jedoch nur auf sechs Einsätze.
Nach einem Intermezzo beim liechtensteinischen Klub FC Vaduz, kehrte Peiser 2003 in seine französische Heimat zurück und heuerte beim unterklassigen Klub Poissy AS an. Nach wiederum einem Jahr wechselte Peiser zum Zweitligisten ES Troyes AC.
Nach zwei Jahren ging er zum FC Gueugnon. Nach dem Abstieg aus der Ligue 2 im Jahr 2008 verließ Peiser erneut seine französische Heimat und ging nach Portugal. Bei Naval 1º de Maio fand Peiser einen neuen Klub. 2010 wechselte er zu Academica Coimbra, wo er jahrelang Stammtorhüter war.
Am 9. Juli 2014 wechselte er zu Ottawa Fury in die nordamerikanische North American Soccer League. In der Saison 2015 brach er mit Ottawa mehrere Ligarekorde. So blieb er 648 Minuten bzw. sechs Spiele am Stück sowie in 14 Spielen insgesamt ohne Gegentor und wurde dafür am Saisonende mit dem Goldenen Handschuh als bester Torwart der Liga ausgezeichnet. Nach der Saison 2016 verließ er die Fury.
In der Saison 2017 spielte er für die San Francisco Deltas in der North American Soccer League. In der bislang einzigen Saison, die die Deltas spielten, stand er bei allen Spielen, bis auf eins, im Tor und konnte mit der Mannschaft die Play-offs gewinnen. Nachdem San Francisco 2018 aufgrund der Einstellung der Liga durch die NASL nicht mehr antreten konnte, wechselte Peiser zum Penn FC in die United Soccer League.
Am Ende der Saison beendete er seine Karriere als Spieler.

## Erfolge
- North American Soccer League 2015: Vizemeister

## Persönliche Auszeichnungen
- Goldener Handschuh der NASL 2015